# Aleksander Nagaev
Aleksandr Wiktorowicz Nagajew (Александр Викторович Нагаев, ur. 7 września 1937 w Ferganie, zm. 10 lutego 2005 w Wiedniu) – polski matematyk pochodzenia rosyjskiego, specjalizujący się w matematyce finansowej i ubezpieczeniowej, statystyce matematycznej i teorii prawdopodobieństwa.

## Życiorys
Urodził się w rosyjskiej rodzinie na terenie Uzbeckiej SRR. W 1955 ukończył szkołę średnią nr 107 w Taszkencie i podjął studia matematyczne na Taszkenckim Uniwersytecie Państwowym, które ukończył w 1960. W 1963 uzyskał na tej uczelni doktorat (stopień kandydata nauk fizyczno-matematycznych) na podstawie rozprawy dotyczącej teorii wielkich odchyleń. W latach 1964-1973 pracował w Instytucie Matematyki Akademii Nauk Uzbekistanu, gdzie kierował pracownią statystyki. W 1972 uzyskał habilitację na Leningradzkim Uniwersytecie Państwowym. W 1973 został kierownikiem Katedry Matematyki Stosowanej w Instytucie Samochodów i Szos w Taszkencie, w 1976 otrzymał tam tytuł profesora. W 1988 został kierownikiem Zakładu Statystyki Matematycznej w Instytucie Matematyki Uzbeckiej Akademii Nauk. 
Po rozpadzie ZSRR zdecydował się opuścić Uzbekistan, w 1994 przyjechał do Torunia, i w ramach grantu edukacyjnego opracował na Wydziale Matematyki i Informatyki Uniwersytetu Mikołaja Kopernika monografię Limit theorems under testing hypotheses (ISBN 83-231-0789-0). 1 października 1994 podjął pracę na stanowisku profesora nadzwyczajnego w Zakładzie Teorii Prawdopodobieństwa UMK. 
W 2000 otrzymał polski tytuł profesora nauk matematycznych, a w 2001 przyjął polskie obywatelstwo. W 2003 objął stanowisko kierownika Zakładu Statystyki Matematycznej i Analizy Danych. Wśród wypromowanych przez niego doktorantów był m.in. Tomasz Schreiber.
W lutym 2005 uległ wypadkowi podczas jazdy na nartach na Słowacji. Zmarł w Wiedniu 10 lutego 2005, tam też został pochowany.